# Alburnoides ohridanus
Alburnoides ohridanus är en fiskart som först beskrevs av Stanko Karaman 1928.  Alburnoides ohridanus ingår i släktet Alburnoides och familjen karpfiskar. IUCN kategoriserar arten globalt som sårbar. Inga underarter finns listade i Catalogue of Life.